# 浮来山駅
浮来山駅（プレサンえき）は朝鮮民主主義人民共和国咸鏡南道高原郡に位置する朝鮮民主主義人民共和国鉄道省平羅線の駅である。

## 歴史
- 1937年12月16日：開業[1]。